# Àrvac i Àlsvid
En la mitologia nòrdica, Àrvac (nòrdic antic, Árvakr "hora de despertar") i Àlsvid o Alsvin (nòrdic antic, Alsviðr "molt ràpid"; també Alsvinnr) són els cavalls que tiren de Sól, o el carro solar, a través del cel cada dia. Es diu que els déus van fixar unes manxes sota de les espatlles dels dos cavalls per ajudar a refredar-los mentre cavalcaven.